# Otohydride
Otohydride är en familj av nässeldjur. Otohydride ingår i ordningen Hydroida, klassen hydrozoer, fylumet nässeldjur och riket djur.
Familjen innehåller bara släktet Otohydra.